# Osvaldo Cori
Osvaldo Cori Moully fue un médico cirujano y químico Chileno, nació en Antofagasta en 1921 y falleció en 1987 en Santiago-Chile. Fue uno de los creadores de la carrera de Bioquímica en Chile.

## Biografía
Osvaldo Cori nació en Antofagasta en 1921, realizó sus estudios humanísticos en Deutsche Schule Zu Valparaíso y además estudió en el Liceo Eduardo de la Barra de Valparaíso.
Luego en 1940 obtiene su Bachiller en Humanidades con mención en Biología y Química.
Ese mismo año, ingresa a la escuela de Medicina de la Universidad de Chile.
Luego obtiene su título de Médico-Cirujano, pero después sigue su interés por la Bioquímica donde hace grandes hallazgos.
Muere en 1987.

## Contribución Científica
En 1942 inicia como ayudante-alumno en el Instituto de Fisiología de la Universidad de Chile, bajo la dirección del Profesor Francisco Hoffman, al cual le guardo lealtad y cuya memoria trató de destacar en muchas oportunidades.
En 1947, defiende su tesis de Médico-Cirujano: Influencia de la hormona tiroidea sobre algunos efectores colinérgicos. En el instituto de Fisiología. Con esta tesis obtiene su título de Médico-Cirujano en la Universidad de Chile.
En 1950, realizó una importante publicación con F. Hoffman y A. Traverso en la que se demuestra que el aumento del metabolismo nitrogenado condicionado por la hormona tiroídea requiere para manifestarse de la presencia de la corteza suprarrenal. Pese a esta brillante contribución en fisiología, su interés fundamental está en la Bioquímica, a la cual va a dedicar la mayor parte de sus esfuerzos en investigación.
En 1951, trabajando en el laboratorio del prof Fritz Lipmann, demostró que la oxidación enzimática de la glucosa-6-fosfato a ácido 6-fosfoglucónico pasa por un intermediario estable, la 6-fosfogluconolactona, a la cual caracteriza químicamente. Esta reacción abre las puertas a la vía de las pentosas, ruta metabólica fundamental en la generación de equivalentes reductores (NADPH) necesarios en procesos biosintéticos . Este importante trabajo deja en claro, además, el interés del Dr. Cori en los aspectos químicos de la bioquímica.
En 1952, en el laboratorio del prof. Severo Ochoa (premio Nobel de Medicina) demuestra, junto con Kaufman y Gilvarg, el mecanismo de la fosforilación a nivel del sustrato en el ciclo de Krebs, reacción que hoy aparece en cualquier texto de Bioquímica. De vuelta a Chile inicia el estudio de una ruta de síntesis de la N-fosforil-creatina en el músculo.
Entre 1961 y 1966, realiza estudios en la aspirasa de la papa, enzima entonces poco conocida. Explora su cinética, la secuencia obligatoria en la eliminación de fosfatos, su mecanismo y especificidad. Esta línea continúa hoy, bajo otra dirección, haciendo importantes contribuciones a la bioquímica vegetal en Chile.
En 1963, inicia el estudio de la biosíntesis de monoterpenos en plantas. Basándose en argumentos estructurales propone un intermediario nuevo en la biosíntesis de monoterpenos : El nerilpirofosfato, que por su conformación “cis” debería ser el precursor inmediato de los monoterpenos cíclicos.
Demuestra la existencia de este intermediario en sistemas enzimáticos de Pinus, los sintetiza químicamente y demuestra que este es el precursor más eficiente de α y β pioneros en sistemas enzimáticos de Pinus.
D.V Banthorpe al presentar el proyecto en un seminario en University College de Londres dijo “ su grupo en Chile ha logrado por primera vez la biosíntesis de hidrocarburos terpénicos en sistemas libres de célula en medio acuoso. Esto basta como presentación”.
La hipótesis ha sufrido modificaciones, pero actualmente se vuelve a ella al demostrar que en las condiciones prevalecientes en la célula son los complejos bis-metálicos de los sustratos los que predominan, y esto explicaría la participación de ese intermediario.
Desde 1971 Cori y su grupo propusieron modelos no enzimáticos que explicaron en parte la participación de metales en las reacciones enzimáticas de la biosíntesis de monoterpenos.
En el campo de la estereoquímica de la biosíntesis de isoprenoides demostró que la conformación cis o trans de los pirofosfatos alílicos formados en tejidos vegetales es, contrariamente a lo aceptado hasta entonces, independientemente del “lado” de la molécula (R o S) por el cual se elimina un protón. Este concepto es el resultado de un análisis de sistemas “modelos”. Se destaca en este trabajo la influencia del pensamiento químico en la Bioquímica. Por otra parte, conviene recalcar que su interés por la estereoquímica lo proyecta a la docencia en su trabajo sobre “complementary rules”.
En 1973 el grupo del Dr. Cori demuestra que existe en Pinus un sistema redox capaz de oxidar prenoles a aldehídos y permitir así su interconversión del diastereómero trans al cis, lo que es una interesante alternativa biosintética para la formación de algunos productos naturales en plantas.
Su interés estuvo siempre orientado hacia los aspectos más químicos de la Bioquímica e impartió a la enseñanza de esta disciplina el uso de la Química, en especial de la Físico-Química.
Las líneas de trabajo que siguió se originaron en Chile, no fueron importadas de los laboratorios en los que se formó. Incluso al pasar un año (1966) en el Departamento de Química de UCLA llevó a cabo experimentos sobre biosíntesis de monoterpenos que no era posible realizar en Chile en aquel entonces, pero que eran fruto del trabajo de su grupo.

## Formación de investigadores
Una de las acciones más trascendentes de la brillante carrera científica del Dr. Cori ha sido, sin dudas, su dedicación a la formación de investigadores bioquímicos, que se destacaron a nivel nacional e internacional. Es así como en su grupo se formaron bioquímicos como María Antonieta Valenzuela, Arturo Yudelevich, Rafael Vicuña, Marco Perreta, Emilio Cardemil, Hernán Chaimovich, Yedy Israel, Javier Puente Piccardo, entre otros.
En esta fructífera labor tuvo un rol destacado el trabajo de equipo que impulsó el Dr. Cori en su laboratorio de investigación.

## Docencia
Junto con Luis Cerutti y César Leighton inicia en 1957 en la Facultad de Química y Farmacia de la Universidad de Chile la primera carrera de Bioquímica en Chile, mucho antes de que se pensara en programas de Doctorado.
Los bioquímicos son la principal fuerza de trabajo en investigación biomédica. Fueron imitados por la Pontificia Universidad Católica de Chile, la Universidad Católica de Valparaíso, la Universidad de Concepción y la Universidad de Santiago de Chile. El curso de Bioquímica sirvió como curso de capacitación para médicos, médicos veterinarios, dentistas, químicos y otros profesionales.
Dio especial énfasis a una buena formación de pregrado, basado en un buen manejo de matemática, física, química y de la literatura primaria. Muchos de sus egresados fueron aceptados como candidatos postdoctorales en Estados Unidos, Inglaterra, Canadá, o bien ingresaron con facilidad a los programas de doctorado en esos países como en Europa Continental.
Pregrado
•	1948-1961 Participa en la docencia de los cursos de Fisiología para las carreras de Medicina, odontología, Química y Farmacia, Enfermería, Pedagogía, dictando en los diferentes años los capítulos de Músculo, Metabolismo, Sangre, Digestión, Glándulas Endocrinas y Respiración.
•	Desde 1956 participa en el curso de “Bioquímica General” que se dictaba para las carreras de Bioquímica, Química y Farmacia, Ingeniería en Alimentos y Licenciatura en Ciencias.

## Impulso a la Ciencia
Como presidente de la Academia Chilena de Ciencias, entre 1974 y 1976, dio a conocer al país esta institución, prácticamente desconocida. Se inició con ello lo que Emilio Filippi llamó “el debate nacional de la Ciencia”, que ha sido continuado por otros Presidentes. Uno de los resultados: la creación de la Revista Chilena de Educación Química.
A partir de 1962 participa activamente en la creación de la Facultad de Ciencias de la Universidad de Chile.
Participó en la creación de la CONICYT en 1967 y en su gestión hasta 1970.
Fue Decano de la Facultad de Ciencias de la Universidad de Chile y luego Vicerrector de la sede Oriente de la misma Universidad.
Al hacerse cargo del servicio de Desarrollo Científico y Creación Artística de la Universidad de Chile en 1976, reorganizó este servicio, adecuándolo a la difícil situación económica y propiciando una política de reforzar a los grupos activos de investigación, entre otras cosas estableciendo una política de financiar reparaciones de equipo e importación de repuestos.

## Campo de trabajo
- Bioquímica
- Biosíntesis de productos naturales, en especial Isoprenoides.
- Enzimología, mecanismos de reacción bio-orgánicos.
- Dirigió un grupo permanente de 3-5 bioquímicos titulados y un número de estudiantes de Licenciatura en Bioquímica que oscila entre 2 y 4 personas.

## Formación, perfeccionamiento y experiencia
a)	Becas y Cursos
Becado por la Fundación Rockefeller desde 1950 hasta 1952 para estudiar en los Estados Unidos, a continuación se detallan algunos de los cursos:
•	1950-1951, Massachusetts General Hospital, Biochemical Research Laboratory, bajo la dirección del Prof. Fritz Lipmann y con el título de “ Research Fellow in Biochiemical Research”.
•	1951, University of Chicago, Department of Medicine, Chemical Section bajo la dirección del Prof. E. S. Guzmán Barrón, con el título de “Post-Doctoral Fellow in Biochemistry”.
•	1958, Curso de Técnicas de Radioquímica, Instituto de Física Nuclear, Facultad de Ciencias Físicas y Matemáticas, Prof Juan Martinoya como coordinador.
•	1960, Curso de Mecanismos en Química Orgánica, Facultad de Química y Farmacia, Prof. Robert Henderson, Long Beach State College, California.
•	1966, Curso de Cromatografía de Gases, Univ. de California, Prof. Robert Pecksock como coordinador.

b)	Experiencia en Centros de su Especialidad
•	1958-1959, Investigador invitado en el Public Health Research Insitute of the City of New York, Prof. E, Racker. Subvención Fundación Rockefeller y Beca Fulbright.
•	1959, Beca del Consejo Británico y Fundación Burroughs para visitar distintos centros de investigación en Inglaterra.
•	1964, Subvención de viaje de Fundación Rockefeller. Dictó seminarios sobre los trabajos en curso en el laboratorio de bioquímica general en los siguientes centros:
-	Universidad de Texas (Depto. Bioquímica).
-	California State College, Long Beach (Depto. de Química).
-	Universidad de California (Depto. de Bioquímica, San Francisco) (Depto. Bioquímica, Davis).
-	Estación Experimental del Ministerio de Agricultura de los Estados Unidos (Albany).
-	Universidad de Wisconsin-Madison (Instituto de Enzimología).
-	Universidad de Toronto ( Depto de Bioquímica).

•	1965-1966, Becado por la Comisión Fulbright para viajar a la Universidad de California, Los Ángeles, como Profesor visitante.
•	1971, Becado por la Welcome Trust para visitar centros de investigación en Inglaterra y por el Convenio Universidad de Chile- Universidad de California para trabajar en Depto Química, U. de California, Los Ángeles y Santa Bárbara.
•	1971, Invitado para dictar conferencias sobre Biosíntesis de ispoprenoides en el Instituto de Enzimología, Consejo superior de investigaciones (Madrid), en la Universidad de Granada y en el Instituto de Edafología del Segura (Murcia).
•	1977, Invitado por los siguientes centros, para dictar conferencias sobre su trabajo de investigación :
-	Instituto de Biología Molecular y Dep. de Química, Universidad de California, Los Ángeles.
-	Dep. Química, U de California, Santa Bárbara.
-	Dep. de Química y Dep. de Bioquímica, Universidad de Utah, Salt Lake City.
-	Dep. de Bioquímica y Biofísica, Dep. de Botánica, Univ de Oregón (Oregón State University, Corvallis, Oregon.
-	Lab de Productos Naturales, Instituto Tecnológico de Tokio.

## Carrera académica y docente
1942-1947 Ayudante “ad-honorem” del Instituto de Fisiología, sin nombramiento oficial.
1944	 Ayudante Interino de Fisiología, Escuela de Química y Farmacia.
1947	 Ayudante del Instituto de Fisiología de la Escuela de Medicina.
1950	 Profesor encargado de curso. Profesor auxiliar y Jefe de Laboratorio de Fisiología. Escuela de medicina.
1956	 Profesor interino de Química Biológica en la Escuela de Química y Farmacia.
1957	 Profesor titular de Bioquímica General, Escuela de Química y Farmacia.
1964	 Profesor de Química de la Facultad de Ciencias desde su creación (Miembro del primer claustro).
1984	 Profesor en el Depto. De Química, Facultad de Ciencias, Universidad de Chile.

## Tareas Organizativas
1957 Miembro del Consejo Organizador de la Carrera de Bioquímica, Facultad de Química y Farmacia, Universidad de Chile.
1960/72 Jefe de la Carrera de Bioquímica, Facultad de Química y Farmacia, Univ. de Chile.
1963 Integrante del Primer Seminario de Educación Farmacéutica y Bioquímica.
1967 Miembro de la sección Ciencias Biológicas y del Primer Consejo Directivo de CONICYT.
1967	 Miembro del comité organizador del programa multinacional de bioquímica de la O.E.A. y miembro del comité coordinador en Chile hasta 1974.
1969/70 Vicepresidente de CONICYT.
1970/71 Miembro de la comisión central de investigación científica de la Universidad de Chile.
Desde 1974, Miembro de las comisiones de examen de Doctorado de las Facultades de Ciencias( Programa de Bioquímica y Doctorado en Química) y de Ciencias físicas y matemáticas ( Doctorado en Química).
1974/76 Presidente de la Academia de Ciencias del Instituto de Chile.
1975 Decano de la Facultad de Ciencias, Sede Santiago Oriente, Univ de Chile.
1983 Miembro de la junta Consultiva Internacional de la revista “Interciencias” de Caracas.
1985 Presidente de CONICYT.

## Publicaciones
a) Algunas de sus Publicaciones Científicas:
•	F. Hoffmann, O Cori and A. Traverso-Cori-Acta Physiol. Latinoamer. 1951-2-84. “Effect of Thyroxin on the oxygen consumption and nitrogen excretion in adrenalectomized rats”.
•	O. Cori and F. Lipmann; J Biol. Chem. 1952-194-417. “The primary oxidation product of enzymatic glucose-6-phosphate oxidation”.
•	S. Kaufman, C. Gilvarg, O. Cori, S. Ochoa; J. Biol. Chem. 193-202-869. “Enzymatic oxidation of α ketogluterate and coupled phosphorylation”.
•	P. Valenzuela,Algunas de sus Publicaciones de índole General E. Beytia, O. Cori and A. Yudelevich; Arch. Biochem. Biophys. 1966-113-536. “Phosphorilated intermediates of terpene biosynthesis in Pinus radiata”.
•	O. Cori; “Enzymic regulation in plant enzymes”. Natural Cancer Inst. U.S.A. Monograph 27, p. 41-1967.
•	O. Cori; “Bioquímica de las resinas naturales”. Bol. Acac. Ciencias de Chile 1968-1-57.
•	O. Cori; “Complements to define R o S configuration viewing molecules from any side”. J. Chem Education 1972-49-461.
•	O. Cori, E. Cardemil, L. Chayet, A.M. Jabalquinto , J.R. Vicuña y R. Devés; “Biosíntesis de isoprenoides en plantas”. Ciencia e Investigación (BuenosAires) 1974-30-95.
•	L. M. Pérez, G. Taucher and O. Cori; “Hydrolysis of allylic phosphate by enzymes from the flavedo of Citrus sinensis”. Phytochemistry, 1980-19-83.
b) Algunas de sus Publicaciones de índole General:
•	O. Cori; “Profesión y formación del Bioquímico en Chile”. Rev. Med. Chile, 1970-98(3)-168 ( training of a biochemist in Chile). A paper on education, basic and applied.
•	O. Cori; “Investigación básica y enseñanza universitaria en las ciencias naturales en Chile, visión crítica y perspectiva”. O. Cori Editor- Ediciones C.P.U. Nº 36, Pág 77, Santiago 1976.
•	O. Cori; “La química orgánica: Ausente”. Editorial de la revista chilena de Educación química, 1979.
•	O. Cori; “Investigación científica y humanismo”. Revista “Realidades” 1980-2-(3)-41-45.
•	“Los cimientos de la Bioquímica”-Boletín de Pedagogía Universitaria de la Pont. Universidad Católica de Chile, 1983 (17): 73-79.